# 康詠
康詠（1862年—1916年），字步崖，号漫斋，福建汀州城关人，清末民初政治人物、教育家、诗人。

## 生平
19岁，康詠考中秀才。光绪八年（1882年）中举人。光绪十八年（1892年）赴北京参加会试，中进士，后授内阁中书。光绪二十年（1894年）甲午战争爆发，康詠和朋友上书，请投身军队，未果。后来，康詠和朋友约定，如果京师被日军攻陷，就以死殉国。后来，康詠先后在潮州东山书院、汀州龙山书院任山长。在汀州龙山书院讲学4年。
光绪二十八年（1902年），40岁的康詠自费赴日本考察教育。归国后，康詠于1903年在潮汕创建了同文学校。一年后回到长汀。此后，汀州府知府张星炳接受了康詠的建议，于1904年将龙山书院改为汀郡中学堂（現長汀第一中學）。康詠任察学员之一，兼理全部校务。1905年，康詠被聘为该学堂监督。不久，康詠当选为长汀县教育会第一任会长。宣统二年（1910年），康詠创建新俊小学，并当选福建谘议局议员、资政院议员。
民国5年（1916年）农历八月十二日，康詠在潮州病逝，享年55岁。

## 著作
- 《漫斋诗稿》[1]